# Alto Río Senguer
Alto Río Senguer est une petite ville de la province de Chubut, en Argentine, et le chef-lieu du département de Río Senguer.

## Situation
Elle est située au sud-ouest de la province, en Patagonie, à 495 km au sud-ouest de Rawson, la capitale de la province. Sa population s'élevait à 1 454 habitants en 2001.

## Géographie
La ville bénéficie de bonnes liaisons routières et est située notamment sur le parcours de la route nationale 40.

## Étymologie
Senguer provient de la langue tehuelche, singer ou sengel, qui signifie
"gué", car à cet endroit se trouvait un passage naturel au travers du río Senguerr sur lequel se trouve la cité.

## Histoire
Le premier nom de la localité fut « Paso Schultz », étant donné que la famille qui construisit la première habitation en ces lieux, aux environs de 1915, était la famille Schultz.
Le 1er avril 1943, la localité fut créée administrativement.

## Économie et tourisme
La principale activité économique de la zone fut historiquement l'élevage, avec de nombreuses exploitations dans la région dédiées spécialement aux ovins, et dans une moindre mesure aux bovins.
Alto Río Senguer possède un aéroport (code AITA : ARR).
Les perspectives du tourisme national et international sont importantes, étant donné les nombreux attraits de la région :
- Pêche: dans les environs du lac la Plata et du lac Fontana, ainsi que des cours d'eau de leur bassin, on trouve une des plus grandes populations de truites de rivière (Salvelinus fontinalis) du monde. Le poids moyen des exemplaires obtenus est de 1,1 kg, poids largement supérieur à ce que l'on trouve dans des aires de pêche d'autres pays pour cette espèce.

- La grande chasse : il existe différentes réserves privées, où l'on chasse le cerf élaphe et le sanglier européen.

- Observation des oiseaux.

- Le trekking.

- Chevauchées.

- Camping.